# Richard van Camp
Richard Van Camp (Fort Smith, Territoris del Nord-oest, 1971) és un escriptor canadenc d'ètnia dogrib (Na-dené). Graduat a la Universitat de Victòria i a l'En'owkin International School of Writing, ha escrit la novel·la The lesser blessed (1996) i els contes per a nens A man called Raven (1997) i What's the most beautiful thing you know about horses (1998).
Va rebre el premi R. Ross Arnett de literatura infantil pel seu llibre infantil Little You. També va ser el guanyador del premi Georges Bugnet de ficció 2013 per la seva col·lecció de contes Godless but Loyal to Heaven. Va ser finalista al premi ReLit de ficció curta el 2010 per The Moon of Letting Go, el 2016 per Night Moves i el 2020 per Moccasin Square Gardens.